# Cybianthus anthuriophyllus
Cybianthus anthuriophyllus är en viveväxtart som beskrevs av J. J. Pipoly. Cybianthus anthuriophyllus ingår i släktet Cybianthus, och familjen viveväxter. Inga underarter finns listade i Catalogue of Life.